# Епископальное агентство помощи и развития
Епископальное агентство помощи и развития (англ. Episcopal Relief and Development) — благотворительная организация Епископальной церкви, созданная в 1940 году.

## История
Епископальное агентство помощи и развития было создано в 1940 году как Фонд епископа для осуществления помощи по всему миру (PBFWR), содействующее европейским беженцам во время Второй Мировой войны и позднее палестинским беженцам, детям-беженцам из Эстонии и перемещенным лицам из Германии и Венгрии. Агентство также оказывает помощь во время стихийных бедствий, поддерживает небольшие проекты развития во всем мире. В 2000 году организация была переименована в Епископальное агентство помощи и развития чтобы подчеркнуть её направленность на помощь при стихийных бедствиях и содействие развитию общин. С 2006 года агентство предпринимает усилия для сокращения масштабов нищеты в мире к 2015 году.
Для устранения последствий урагана Катрина, агентство поддержало проекты по восстановлению зданий в Новом Орлеане и побережье Мексиканского залива.

### Землетрясение 2010 года на Гаити
Епископальное агентство помощи и развития имеет давнее партнерство с епископальной епархией Гаити ключевым пунктом которой была инициатива по развитию Гаити. До землетрясения 2010 года Епископальное агентство помощи и развития оказывало общинам помощь исходя из их конкретных потребностей. Агентство также осуществляло обучение и координировало работу по ликвидации последствий катастроф.
В 2010 году сразу же после землетрясения агентство сотрудничало с епархией, IMA World Health и другими организациями для оказания помощи раненым и потерявшим кров жителям. Землетрясение повредило инфраструктуру столицы Гаити, Порт-о-Пренса, в том числе собор Святой Троицы и епархиальные офисы, от землетрясения пострадало приблизительно три миллиона человек.
Через нескольких месяцев после землетрясения, работа Епископального агентства помощи и развития сконцентрировалась на оказании помощи пострадавшим. В течение трёх месяцев после катастрофы деятельность агентства и епархии Гаити была в основном сконцентрирована на восьми приходах: Леоган, Дарбонн, Л'Акул, Троуин, Гранд Коллин, Баинет, Матье и Битё. В апреле 2010 года работа также началась в приходе Карфур. В январе 2011 года агентство опубликовало годовой отчет о работе, проделанной после землетрясения и программу работы на будущее.